# Isopterygium molle
Isopterygium molle là một loài Rêu trong họ Hypnaceae. Loài này được Thér. mô tả khoa học đầu tiên năm 1923.